# Dasyhelea corinneae
Dasyhelea corinneae är en tvåvingeart som beskrevs av Gosseries 1991. Dasyhelea corinneae ingår i släktet Dasyhelea och familjen svidknott. Inga underarter finns listade i Catalogue of Life.